# マウロ・ペルコヴィッチ
マウロ・ペルコヴィッチ（Mauro Perković、2003年3月22日 - ）は、クロアチア・プーラ出身のサッカー選手。NKディナモ・ザグレブ所属。ポジションはDF。

## クラブ経歴
NKイストラ1961の下部組織出身。2021年1月27日、プルヴァHNLのHNKリエカ戦で先発フル出場してトップチームデビューを果たした。トップチームでの初ゴールは同年9月18日のNKスラヴェン・ベルポとの試合で記録した。
2023年2月15日、移籍金200万ユーロでNKディナモ・ザグレブへの完全移籍が発表された。完全移籍は2022-23シーズン終了後であり、それまではレンタル移籍という形でディナモ・ザグレブへ移籍する。

## 代表経歴
2021年からクロアチアの世代別代表に召集されている。